# Andreas Kisser
Andreas Rudolf Kisser (ur. 24 sierpnia 1968 w São Bernardo do Campo) – brazylijski gitarzysta, członek grupy Sepultura.

## Życiorys
Andreas Rudolf Kisser urodził się 24 sierpnia 1968 w São Bernardo do Campo w rodzinie europejskich imigrantów. Jego matka jest narodowości słoweńskiej (pochodziła z Mariboru, przybyła z Jugosławii do Brazylii w wieku czterech lat, została nauczycielką języka niemieckiego), a ojciec synem imigrantów niemieckich, inżynierem w fabryce Mercedes Benz. Jego rodzina należała do klasy średniej.
Od młodości pasjonuje się piłką nożną, jest sympatykiem klubu São Paulo FC. Zaczął grać na gitarze w wieku 14 lat, jest samoukiem. Najbardziej inspirowała go Metallica. Uczył się w Colégio São José. Początkowo występował w szkolnych zespołach thrashmetalowych Esfinge i (po przemianowaniu) Pestilence w rodzinnym São Paulo. Po odejściu ze składu grupy Sepultura jej gitarzysty prowadzącego Jairo Guedesa, poznawszy już wcześniej jej członków, w 1987 został następcą tegoż muzyka i wprowadzony przez niego do składu. W związku z tym przeniósł się do Belo Horizonte. Wraz z grupą najpierw wydał jej drugi album pt. Schizophrenia w 1987. W początkowych latach zamieszkiwał w domu braci Cavalera, przejściowo uczył się też w jednej szkole z Maxem i Igorem. Przed wydaniem kolejnej płyty, na początku 1989 członkowie Sepultury przenieśli się z Belo Horizonte do São Paulo, a Kisser ponownie zamieszkał na przedmieściach miasta (w dzielnicy Santo André) wraz z basistą Paulo Jr. W pobliżu ich domu, w Pompéia, mieściła się sala prób grupy.
Do albumu Arise (1991) włącznie Kisser nagrywał w studio także partie basowe (na zmianę z Maxem Cavalerą) z uwagi na nieumiejętność tego przez nominalnego basistę Paulo Jr. Był także autorem części tekstów na tej płycie. Pod koniec 1991 w Meksyku podczas jazdy na skuterze wodnym złamał rękę i po tym czasowo zastępował go gitarzysta zespołu Korzus, Silvio Golfetti. Po wydaniu Arise wraz z zespołem wyprowadził się z Brazylii i zamieszkał w Phoenix.
W 1992 wziął udział w kilku próbach Metalliki, starając się o pozycję gitarzysty rytmicznego w zastępstwie za poparzonego w trakcie koncertu Jamesa Hetfielda, jednak ostatecznie zespół dokończył trasę z technicznym Johnem Marshallem w składzie. Znajomość z ówczesnym basistą grupy, Jasonem Newstedem zaowocowała powstaniem w latach dziewięćdziesiątych kilku krótkotrwałych wspólnych projektów: Sexoturica (wraz z nim Newsted) – Metallica, Tom Hunting – Exodus), przekształcony w Quarteto da Pinga (ci sami członkowie oraz Robb Flynn – Machine Head) czy Godswallop. Brał udział w nagraniach albumu Point Blank (1994) projektu muzycznego Maxa Cavalery pod nazwą Nailbomb.
Po rozstaniu się w grudniu 1996 z Sepulturą jej dotychczasowego lidera, Maxa Cavalery, przez krótki okres pełnił w zespole również funkcję wokalisty, do momentu przyjęcia Derricka Greena. Od tamtego okresu pozostaje głównym autorem muzyki i tekstów na nowych albumach grupy.
Kisser występował gościnnie na wielu albumach, m.in. Point Blank Nailbomb, Uncivilization Biohazard czy Cristo Satanico Asesino. Ponadto brał udział w tworzeniu ścieżek dźwiękowych do trzech brazylijskich filmów, No Coração dos Deuses, Belini e a Esfinge oraz Lisbela e o Prisioneiro. W 2003 założył zespół Brasil Rock Stars, z którym koncertuje w Brazylii. Uczestniczył również w projekcie Roadrunner United w 2005, udzielając się w trzech nagraniach.
Jeden z ulubionych przez muzyka przepisów kulinarnych ukazał się w 2009 roku w książce Hellbent For Cooking: The Heavy Metal Cookbook (Bazillion Points, ISBN 978-0-9796163-7-2). Ponadto w książce znalazły się przepisy nadesłane przez takich muzyków jak: Mille Petrozza (Kreator), Jeff Becerra (Possessed), John Tardy (Obituary) czy Marcel Schirmer (Destruction).
W 2010 roku debiutancki album solowy gitarzysty pt. Hubris I & II został nominowany do nagrody Latin Grammy w kategorii „Best Brazilian Rock Album”.
Od 1990 był związany z Patricią, z którą ożenił się w grudniu 1994. Ich dziećmi są Giulia, Yohan i Enzo. Patricia Perissinoto Kisser zmarła 3 lipca 2022 dzień po swoich 52 urodzinach na skutek raka jelita grubego.

## Dyskografia
- Nailbomb
  - Point Blank (1994)
- Biohazard
  - Uncivilization (2001)
- Roadrunner United
  - The All Star Sessions (2005)
- Asesino
  - Cristo Satanico (2006)
- Solo
  - Hubris I & II (2009)[28]

## Filmografia
| Tytuł                                                | Rok  | Uwagi                                                          | Źródło |
| ---------------------------------------------------- | ---- | -------------------------------------------------------------- | ------ |
| „Get Thrashed”                                       | 2006 | film dokumentalny, reżyseria: Rick Ernst                       | [ 29 ] |
| „Guidable – A Verdadeira História do Ratos de Porão” | 2008 | film dokumentalny, reżyseria: Fernando Rick, Marcelo Appezzato | [ 30 ] |
| „Iron Maiden: Flight 666”                            | 2009 | film dokumentalny, reżyseria: Sam Dunn, Scot McFadyen          | [ 31 ] |